# Detta Lorenz

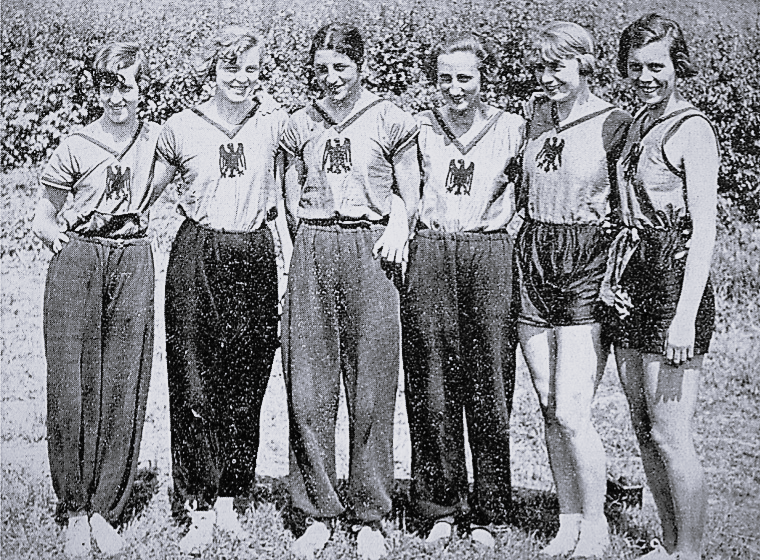
Detta Lorenz (1. v links), Florenz 1931

Detta Lorenz (* als Detta Lutz 15. Juni 1908 in Frankfurt am Main; † 15. August 1980 in Königstein im Taunus) war eine deutsche Leichtathletin.
Detta Lorenz-Lutz hatte sich auf den 200-Meter-Lauf spezialisiert. 1930 lief sie die Strecke zweimal in 25,1 s. Beide Leistungen wurden aber als deutscher Rekord nicht anerkannt. Sie gewann den Deutschen Meistertitel 1930, im gleichen Jahr startete sie bei den Frauen-Weltspielen in Prag und wurde im 200-Meter-Rennen Vierte. 
- 1931, Olimpiadi della Grazia, Florenz:
  - 60-Meter-Lauf: Platz 3
  - 4-mal-100-Meter-Staffel: Platz 2 (Tilly Fleischer, Marie Dollinger, Detta Lorenz, Lisa Gelius)
  - Schwedenstaffel: Platz 2 (Marie Dollinger, Lisa Gelius, Detta Lorenz, Auguste Hargus)

Dreimal konnte sich die Sprinterin aus Frankfurt am Main als Mitglied einer 4-mal-100-Meter-Staffel über deutsche Rekorde freuen: 
- 49,0 s am 30. Juni 1929 in Mannheim
- 48,9 s am 17. August 1929 in Düsseldorf
- 48,8 s am 23. August 1931 in Hannover